# Гноевой, Борис Александрович
Борис Александрович Гноевой (31 мая 1937 года, Батуми — 2 мая 2021 года, Осоргино) — советский и российский тренер по лёгкой атлетике. Заслуженный тренер СССР (1980).

## Биография
Родился 31 мая 1937 года в Батуми Аджарской АССР.
В 1963 году окончил Краснодарский государственный институт физической культуры.
С 1953 по 1981 год работал тренером по лёгкой атлетике в брянском спортивном клубе «Десна». Также работал в ДЮСШ Брянского Гороно (ныне — Брянская областная спортивная школа олимпийского резерва по легкой атлетике
имени В. Д. Самотесова).
Наиболее высоких результатов среди воспитанников Гноевого достигли:
- Надежда Олизаренко (Мушта) — олимпийская чемпионка 1980 года, чемпионка Европы 1986 года, многократная чемпионка СССР, экс-рекордсменка мира[4][5],
- Марина Степанова (Макеева) — чемпионка Европы 1986 года, трёхкратная чемпионка СССР, экс-рекордсменка мира[6],
- Мария Энкина — двукратная чемпионка СССР (1979, 1981).

Умер 2 мая 2021 года в загородном доме в деревне Осоргино.
Был женат на Светлане Фёдоровне Гноевой, бывшем тренере по лёгкой атлетике ДЮСШ Брянского Гороно.

## Награды и звания
- Почётное звание «Заслуженный тренер РСФСР» (1978).
- Почётное звание «Заслуженный тренер УССР» (1980).
- Почётное звание «Заслуженный тренер СССР» (1980)[8].
- Орден «Знак Почёта» (1980)[9].